# 埃迪斯 (喬治亞州)
埃迪斯（英語：Edith）是位於美國喬治亞州克林奇縣的一個非建制地區。該地的面積和人口皆未知。

## 地理
埃迪斯的座標為30°40′43″N 82°33′04″W / 30.67861°N 82.55111°W，而該地的平均海拔高度為35米（即115英尺）。